# Кети Фриман
Кети Фриман (енгл. Catherine Astrid Salome Freeman, Макај, 16. фебруар 1973) је аустралијска атлетичарка, чија је специјалност било трчање на 400 метара.
У дугој каријери побеђивала је на многим светским такмичењима. Три пута је учествовала на Летњим олимпијсим играма, а највећи успех каријере било је освајање златне медаље на Олимпијским играма у Сиднеју 2000. године. Како јој је на истим играма указана и част да буде палилац олимпијског пламена током церемоније отварања Игара, постала је први и до сада једини спортиста који је на истим Играма био палилац олимпијског пламена и освајач златне медаље. Као припадник изворне домородачке мањине Абориџина, Фриман је својим успехом постала аустралијска хероина за сва времена.
На истим Играма победу је прославила машући заставом свог абориџинског народа, а не аустралијском заставом, што по правилима МОКа није дозвољено јер се током Игара сме носити само застава државе за коју се такмичи. Ипак, њен поступак није званично кажњен.
Фриманова је успешну атлетску каријеру завршила 2003. године.

## Лични рекорди
| Дисциплина | Време | Ветар | Место                 | Датум           |
| ---------- | ----- | ----- | --------------------- | --------------- |
| 100 м      | 11,24 | +1,1  | Бризбејн, Аустралија  | 5. фебруар 1994 |
| 200 м      | 22,25 | +1.3  | Викторија, Канада     | 26. август 1994 |
| 300 м      | 36,42 | -     | Мексико сити, Мексико | 3. мај 2003     |
| 400 м      | 48,63 | -     | Атланта, САД          | 29. јул 1996    |

## Значајнији резултати
| Година | Такмичење                    | Место                           | Пласман | Дисциплина | Резултат |
| ------ | ---------------------------- | ------------------------------- | ------- | ---------- | -------- |
| 1990   | Првенство Аустралије         | Мелбурн, Аустралија             | 2       | 100 м      |          |
| 1990   | Првенство Аустралије         | Мелбурн, Аустралија             | 1       | 200 м      |          |
| 1990   | Игре Комонвелта              | Окланд, Нови Зеланд             | 1       | 4x100 м    |          |
| 1990   | Светско првенство за јуниоре | Пловдив, Бугарска               | 5       | 4x100 м    |          |
| 1990   | Светско првенство за јуниоре | Пловдив, Бугарска               | 5       | 200 м      |          |
| 1991   | Првенство Аустралије         | Сиднеј, Аустралија              | 1       | 200 м      |          |
| 1992   | Олимпијске игре              | Барселона, Шпанија              | 7       | 4x400 м    |          |
| 1992   | Првенство Аустралије         | Аделејд, Аустралија             | 2       | 200 м      |          |
| 1992   | Првенство Аустралије         | Аделејд, Аустралија             | 3       | 400 м      |          |
| 1992   | Светско првенство за јуниоре | Сеул, Јужна Кореја              | 6       | 4x400 м    |          |
| 1992   | Светско првенство за јуниоре | Сеул, Јужна Кореја              | 2       | 200 м      |          |
| 1993   | Првенство Аустралије         | Квинсленд, Аустралија           | 2       | 200 м      |          |
| 1994   | Првенство Аустралије         | Сиднеј, Аустралија              | 1       | 100 м      |          |
| 1994   | Првенство Аустралије         | Сиднеј, Аустралија              | 1       | 200 м      |          |
| 1994   | Игре Комонвелта              | Викторија, Канада               | 2       | 4x100 m    |          |
| 1994   | Игре Комонвелта              | Викторија, Канада               | 1       | 200 м      |          |
| 1994   | Игре Комонвелта              | Викторија, Канада               | 1       | 400 м      |          |
| 1994   | ИААФ Гранд при               | Париз, Француска                | 2       | 400 м      |          |
| 1995   | Првенство Аустралије         | Сиднеј, Аустралија              | 2       | 200 m      |          |
| 1995   | Првенство Аустралије         | Сиднеј, Аустралија              | 1       | 400 м      |          |
| 1995   | Светско првенство            | Гетеборг, Шведска               | 4       | 400 м      |          |
| 1995   | Светско првенство            | Гетеборг, Шведска               | 3       | 4x400 м    |          |
| 1996   | Олимпијске игре              | Атланта, САД                    | 2       | 400 м      |          |
| 1996   | Првенство Аустралије         | Сиднеј, Аустралија              | 1       | 100 м      |          |
| 1996   | Првенство Аустралије         | Сиднеј, Аустралија              | 1       | 200 м      |          |
| 1996   | IAAF Grand Prix              | Mediolan, Włochy                | 1       | 400 м      |          |
| 1997   | Првенство Аустралије         | Мелбурн, Аустралија             | 2       | 200 м      |          |
| 1997   | Првенство Аустралије         | Мелбурн, Аустралија             | 1       | 400 м      |          |
| 1997   | Светско првенство            | Атина, Грчка                    | 1       | 400 м      |          |
| 1998   | Првенство Аустралије         | Мелбурн, Аустралија             | 1       | 400 м      |          |
| 1999   | Првенство Аустралије         | Мелбурн, Аустралија             | 1       | 400 м      |          |
| 1999   | Светско првенство            | Севиља, Шпанија                 | 1       | 400 м      |          |
| 1999   | Светско првенство            | Севиља, Шпанија                 | 6       | 4x100 м    |          |
| 1999   | Светско првенство у дворани  | Маебаши, Јапан                  | 2       | 400 м      |          |
| 2000   | Олимпијске игре              | Сиднеј, Australia               | 1       | 400 м      |          |
| 2000   | Олимпијске игре              | Сиднеј, Аустралија              | 7       | 200 м      |          |
| 2000   | Олимпијске игре              | Сиднеј, Аустралија              | 4       | 4x400 м    |          |
| 2000   | Првенство Аустралије         | Сиднеј, Аустралија              | 1       | 200 м      |          |
| 2000   | Првенство Аустралије         | Сиднеј, Аустралија              | 1       | 400 м      |          |
| 2000   | Златна лига 2000             | Осло, Норвешка                  | 1       | 400 м      |          |
| 2000   | Златна лига 2000             | Монако                          | 1       | 400 м      |          |
| 2000   | Златна лига 2000             | Париз, Француска                | 1       | 200 м      |          |
| 2000   | Златна лига 2000             | Брисел, Белгија                 | 1       | 400 м      |          |
| 2000   | Гранд при 2000               | Лозана, Швајцарска              | 1       | 400 м      |          |
| 2000   | Гранд при 2000               | Gateshead, Уједињено Краљевство | 1       | 200 м      |          |
| 2000   | Гранд при 2000               | Мелбурн, Аустралија             | 1       | 400 m      |          |
| 2000   | Grand Prix 2000              | Атина, Грчка                    | 1       | 400 м      |          |
| 2002   | Игре Комонвелта              | Манчестер, Уједињено Краљевство | 1       | 4x400 м    |          |
| 2003   | Првенство Аустралије         | Бризбејн, Аустралија            | 1       | 400 м      |          |